# Matthias Baumann (Mediziner)

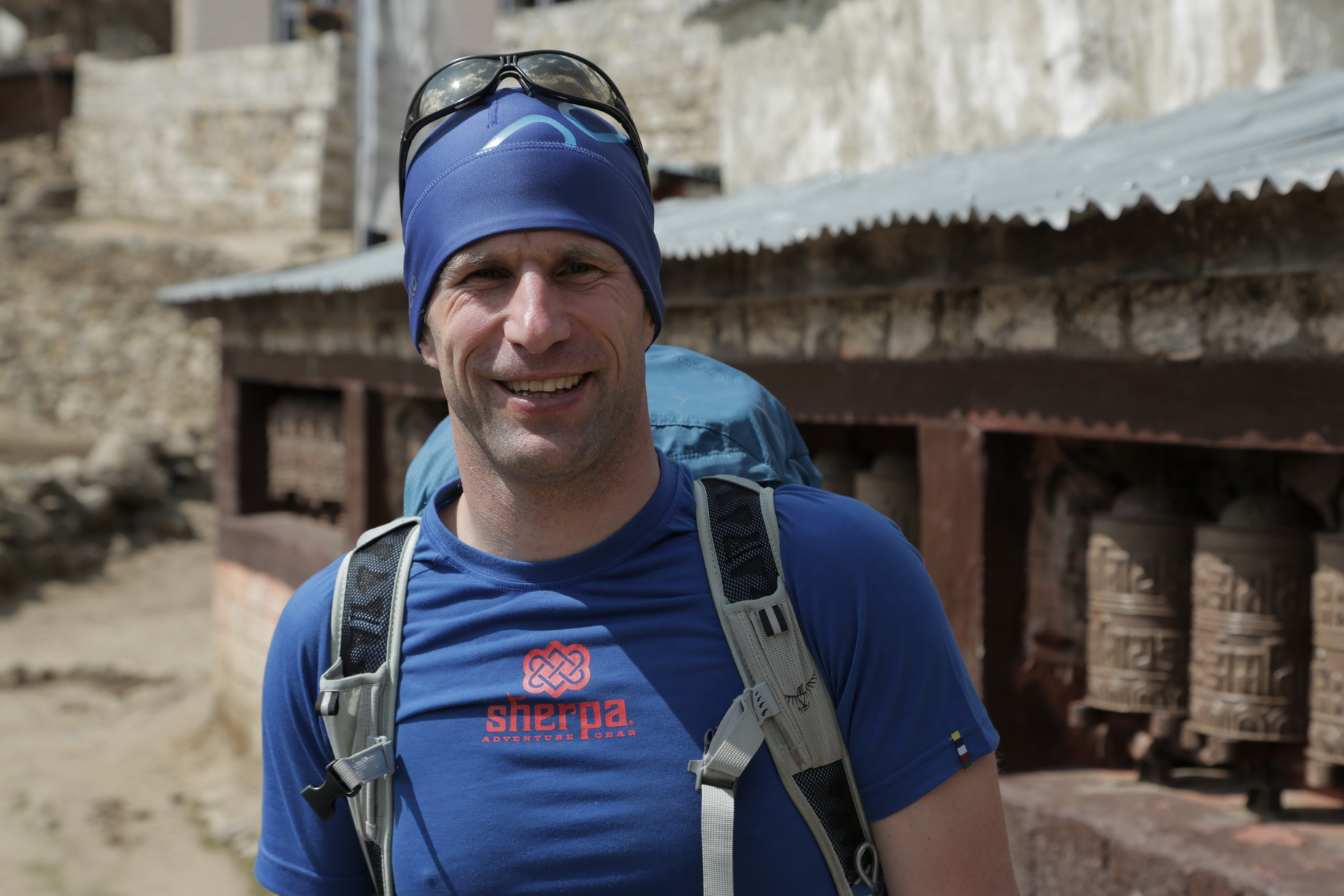
Matthias Baumann (2015)

Matthias Baumann (* 7. Juli 1971 in Stuttgart) ist ein deutscher Unfallchirurg, Sportmediziner und Expeditionsarzt.

## Beruflicher und sportlicher Werdegang
Matthias Baumann besuchte das Friedrich-Eugens-Gymnasium Stuttgart. Nach dem Abitur studierte er zwischen 1992 und 2000 Medizin in Tübingen, Montpellier, am Albert Einstein College of Medicine in New York und in Kapstadt. Ab 2003 war er als Notarzt in Tirol bei der Rettungsflugwacht tätig. 2009/2010 machte er den Facharzt für Orthopädie und Unfallchirurgie. Ab 2013 arbeitete er als Oberarzt, von 2015 bis 2021 an der Berufsgenossenschaftlichen Unfallklinik Tübingen. Seit April 2021 ist er Chefarzt der Klinik für Unfallchirurgie, Orthopädie und Sporttraumatologie an den SRH Kliniken Landkreis Sigmaringen.
Als Ringer war Baumann mehrfacher Württembergischer Meister. 2010 absolvierte er den Ironman Hawaii.
Seit 2013 ist Baumann Verbandsarzt des Bundes Deutscher Radfahrer (Stand 2021) und war medizinischer Betreuer der deutschen Mannschaft bei den Olympischen Spielen 2016 in Rio de Janeiro, den Spielen 2021 in Tokio sowie bei den Spielen 2024 in Paris. Im November 2021 wurde er zum Präsidenten der UCI Medical Commission (Medizinische Kommission der UCI) ernannt, der er schon vier Jahre angehört hatte.

## Expeditionen und humanitäre Hilfe
Als Bergsteiger und Expeditionsarzt unternahm Matthias Baumann zahlreiche Touren in den Alpen, den Anden und im Himalaya, so etwa auf den Mont Blanc, den Aconcagua, den Muztagata und den Cho Oyu. Er begleitete 2011 und 2014 jeweils eine Mount-Everest-Expedition als Arzt, dabei erreichte er eine Höhe von 8650 Meter. 
Bei der Mount-Everest-Expedition im Jahr 2014 wurde er Augenzeuge der Lawinenkatastrophe im Khumbu-Eisfall, bei der 16 Sherpas ums Leben kamen. Er organisierte die medizinische Versorgung der Verletzten im Everest-Basislager. Nach der Lawinenkatastrophe am Mount Everest besuchte Baumann die Frauen und Kinder der verstorbenen Sherpas im Everest-Gebiet. 
Im April 2015 reiste Matthias Baumann nach dem dortigen Erdbeben nach Nepal und leistete als Unfallchirurg Katastrophenhilfe. Zur Unterstützung der Bergbevölkerung Nepals gründete er die Sherpa Nepalhilfe e. V. Die Nepalhilfe finanziert die Schulbildung von 40 Halbwaisen der Lawinenkatastrophe. Nach dem Erdbeben wurden drei Schulen und ein Gemeindehaus wieder aufgebaut. Sein größtes Projekt ist das Himalayan Sherpa Hospital im Everestgebiet auf 2800 Meter Höhe, das im November 2022 eingeweiht wurde. Sein Einsatz wurde im Dezember 2019 bei der Ehrung der Sportler des Jahres in Baden-Baden von den Veranstaltungsorganisatoren gewürdigt, und er erhielt im Jahrbuch eine Seite über seine Arbeit in Nepal gewidmet.